# 梟之城
《梟之城》（日语：／ Fukurō no Shiro）是日本小說家司馬遼太郎於1959年所寫的長編小說，在1960年榮獲第42屆直木賞。

## 概要
內容描寫生存於組織、企圖暗殺豐臣秀吉的葛籠重藏與離開伊賀、期望以武士立身出世的風間五平之生涯。本作曾三度改編為影視劇，司馬的另一作品《國盗物語》大河劇化時，也採用其一部份。

## 電影

### 忍者秘帖 梟之城
1963年（昭和38年）3月24日公開，配給是東映。
工作人員：
- 監督：工藤榮一（日语：工藤栄一）
- 助監督：山内鐵也（日语：山内鉄也）
- 腳本：池田一朗
- 音樂：鈴木静一（日语：鈴木静一）

演員表：
- 葛籠重藏：大友柳太朗（日语：大友柳太朗）
- 風間五平：大木實（日语：大木実）
- 小萩：高千穗日鶴（日语：高千穂ひづる）
- 木猿：本間千代子（日语：本間千代子）
- あゆら：立川さゆり（日语：立川さゆり）
- 雲太郎：河原崎長一郎（日语：河原崎長一郎）
- 下柘植次郎左衛門：原健策（日语：原健策）
- 黑阿弥：河野秋武（日语：河野秋武）
- 摩利支天洞玄：戸上城太郎（日语：戸上城太郎）
- 松浦藏人：阿部九洲男（日语：阿部九洲男）
- 今井宗久：三島雅夫（日语：三島雅夫）
- 前田玄以：菅貫太郎（日语：菅貫太郎）
- 名張りの耳：花澤德衛（日语：花沢徳衛）
- 妙兵衛：中村錦司（日语：中村錦司）
- 上柘植之佐吉：近江雄二郎
- 楠：松浦築枝（日语：松浦築枝）
- 太閤秀吉：織田政雄（日语：織田政雄）
- 拓植太郎清廣：矢奈木邦二郎
- 上野之鹿次：阿波地大輔（日语：阿波地大輔）
- 大名源左衛門：立花雄吉（日语：立花雄吉）
- 平川のたひょうえ：南方英二（日语：南方英二）
- 捕吏：藤原勝
- 有川正治（日语：有川正治）
- 唐澤民賢（日语：唐沢民賢）

### 梟之城 owl's castle
1999年（平成11年）10月30日公開，配給是東寶。
工作人員：
- 監督：篠田正浩
- 腳本：篠田正浩、成瀬活雄（日语：成瀬活雄）
- 音樂：湯淺讓二（日语：湯浅譲二）
- 動作監督：毛利元貞（日语：毛利元貞）
- 特攝監督：川添和人
- 美術：西岡善信（日语：西岡善信）
- 美術監督：淺葉克己（日语：浅葉克己）
- 製作統括：羽佐間重彰（日语：羽佐間重彰）
- 製作人：角谷優（日语：角谷優）、鯉渕優
- 製片公司：表現社
- 製作：富士電視台、東寶、任天堂、平和（日语：平和 (パチンコ)）、產經新聞社、日本放送、波麗佳音、サンケイリビング新聞社（日语：サンケイリビング新聞社）、IMAGICA

演員表：
- 葛籠重藏：中井貴一
- 風間五平：上川隆也
- 小萩：鶴田真由（日语：鶴田真由）
- 木猿：葉月里緒菜
- 摩利支天洞玄：永澤俊矢（日语：永澤俊矢）
- 下柘植次郎左衛門：山本學（日语：山本學）
- 黑阿弥：火野正平
- 豐臣秀吉：マコ岩松（日语：マコ岩松）
- 服部半藏：根津甚八（日语：根津甚八 (俳優)）
- 葛籠太郎兵衛：中村敦夫
- 前田玄以：津村鷹志（日语：津村鷹志）
- 今井宗久：小沢昭一（日语：小沢昭一）
- 德川家康：中尾彬（日语：中尾彬）
- 雲兵衛：筧利夫（日语：筧利夫）
- 北政所：岩下志麻
- 淀君：田中伸子（日语：田中伸子）
- 豐臣鶴松：武部まりん
- 老女楠：馬渕晴子（日语：馬渕晴子）
- 石田三成：花柳錦之輔（日语：花柳寿楽 (3代目)）
- 上野弥兵衛：若松武史（日语：若松武史）
- 前田利家：橫山孝信（日语：横山あきお）
- 宇喜多秀家：櫻木誠（日语：桜木誠）
- 小早川隆景：家邊隆雄
- 淺野長政：友寄隆德
- 伊勢屋奉公人：笠原秀幸（日语：笠原秀幸）
- 寝乱れた側女：水谷ケイ（日语：水谷ケイ）

## 電視劇
1960年（昭和35年）4月4日～4月18日，於富士電視台禮拜一的「直木賞系列」時間帶（20:30 - 21:00）放送。
演員表：
- 葛籠重藏：富田浩太郎（日语：富田浩太郎）
- 石川五右衛門：南原宏治（日语：南原宏治）
- 鳳八千代（日语：鳳八千代）
- 高木二朗（日语：高木二朗）
- 富士眞奈美（日语：富士眞奈美）
- 加藤精一（日语：加藤精一）
- 福原秀雄
- 金井修

## 外部連結
- 互联网电影数据库（IMDb）上《Ninja hicho fukuro no shiro》的资料（英文）
- 互联网电影数据库（IMDb）上《Owls' Castle》的资料（英文）